# فيليب لان
فيليب لان (بالإنجليزية: Philip Lane)‏ هو موزع موسيقي وملحن بريطاني، ولد في 7 مايو 1950.

## وصلات خارجية
- فيليب لان على موقع ميوزك برينز (الإنجليزية)
- فيليب لان على موقع ديسكوغز (الإنجليزية)